# بلی برگ
بلی برگ (به لاتین: Beli Breg) یک منطقهٔ مسکونی در بلغارستان است که در شهرستان بویچینوفتسی واقع شده‌است.